# الدين في كوسوفو
الدين في كوسوفو(2011)

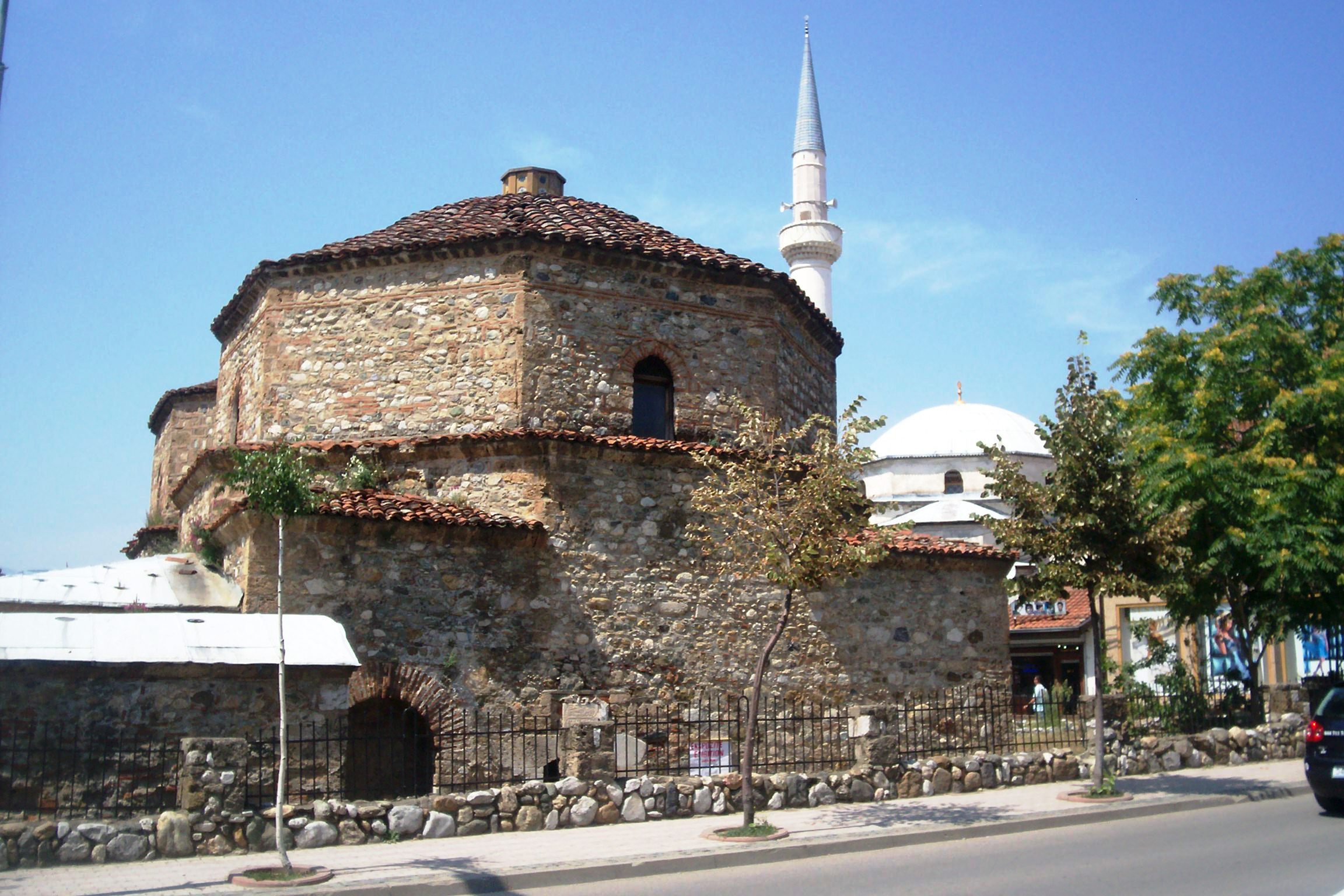
كنيسة أرثوذكسية قديمة ومسجد في بريزرن

الدين في كوسوفو منفصل عن أمور الحكم. الدستور يقدم كوسوفو على أنها دولة علمانية محايدة تجاه القضايا المتعلقة بالدين، وتعتبر جميع المواطنين متساويين أمام القانون، وتسهر على ضمان حرية الاعتقاد وممارسة الأديان للجميع.

## الإحصاءات
وفقًا لتقرير الحريات الدينية الدولي لعام 2017 الصادر عن وزارة الخارجية الأمريكية، غالبًا ما يرتبط الدين بالعرق.  غالبية الألبان مسلمون، في حين أن بعضهم كاثوليك وبروتستانت؛ ينتمي جميع الصرب تقريبًا إلى الكنيسة الصربية الأرثوذكسية (إس أوه سي). يقيم معظم أعضاء إس أوه سي في البلديات الست ذات الأغلبية الصربية العرقية في جنوب البلاد أو في أربع بلديات شمالية ذات أغلبية صربية. تنتمي غالبية السكان المسلمين إلى المدرسة السنية الحنفية، على الرغم من أن عددًا منهم يتبع التقاليد الصوفية أو الشيعية وهم جزء من مدرسة الطريقة أو البكتاشية. يذكر زعماء الطريقة أن البكتاشية هي واحدة من تسع فصائل في مدرسة الطريقة، لكن البكتاشية يعرّفون أنفسهم على أنهم طريقة إسلامية منفصلة.  تنتمي غالبية المسلمين الغجر إلى الأخويات الصوفية، وهناك عدد كبير من المسلمين الألبان الممارسين أيضًا. على الرغم من وجود بعض الجيوب في أماكن أخرى. تتركز المجتمعات الألبانية الكاثوليكية في الغالب في جياكوفا وبريزرن وكلينا وعدد قليل من القرى بالقرب من بيجا وفيتينا. يطلق الكاثوليك الناطقون باللغة السلافية على أنفسهم عادة اسم جانجيفسي أو الكروات الكوسوفيين. يُعرف المسلمون الناطقون باللغة السلافية في جنوب كوسوفو باسم شعب غوراني.
في عام 2011، قاطع الصرب، الذين يعتبرون جميعهم تقريبًا مسيحيين أرثوذكس صرب، التعداد السكاني الأول بعد استقلال كوسوفو إلى حد كبير. ما جعل السكان الصرب ممثلين تمثيلًا ناقصًا. كما طعنت مجتمعات دينية أخرى، بما في ذلك الطريقة والبروتستانت، في بيانات التعداد. يذكر القادة البروتستانت وأولئك الذين ليس لديهم انتماء ديني أن بعض أعضاء مجتمعاتهم صنفوا بشكل غير صحيح على أنهم مسلمون من قبل جامعي التعداد. وفقًا للوائح التعداد، لم يستفسر جامعي التعداد عما إذا كان المواطنون بروتستانت. تحدد بيانات التعداد لعام 2011 أن 95.6% من السكان مسلمين، و2.2% كاثوليك، و1.4% صرب أرثوذكس. تأتي «البيانات النهائية» التالية من سؤال «ما هو دينك؟» من هذا التعداد: «مفقود» 2495، «الإسلام» 1663412، «الأرثوذكسي» 25837، «الكاثوليكي» 38438، «دين آخر» 1188، «لا دين» 1242، «أفضل عدم الإجابة» 7213.
وفقًا لمسح اجتماعي أوروبي أجري عام 2012، نحو 88% من سكان كوسوفو مسلمون، و5.8% كاثوليك، و2.9% أرثوذكس شرقيون، و2.9% غير متدينين، و0.1% بروتستانت، و0.4% من أتباع ديانة أخرى.
في عام 2010، وفقًا لمركز بيو للأبحاث، كانت نسبة المسلمين في كوسوفو 93.8% و6.1% من المسيحيين (الأرثوذكس بشكل أساسي ولكن أيضًا الكاثوليك وحتى البروتستانت). يبدو أن النسبة المتبقية البالغة 0.1% هي في الغالب من غير المنتمين إلى أي ديانة ولكن أيضًا من الديانات الأخرى، وخاصة اليهودية.

## نظرة تاريخية

### المسيحية
من المرجح أن المسيحية وصلت إلى كوسوفو في القرن الخامس عندما انقسمت الإمبراطورية الرومانية تدريجيًا إلى شرق يوناني وغرب لاتيني. أصبحت كوسوفو جزءًا من الإمبراطورية البيزنطية، وبالتالي أصبحت تابعةً للكنيسة الأرثوذكسية الشرقية ومقرها القسطنطينية. خلال العصور الوسطى العليا، عندما أفسح الحكم البيزنطي في كوسوفو المجال للإمبراطورية الصربية في أوائل القرن الثالث عشر، كانت هناك أغلبية مسيحية أرثوذكسية، ولكن أيضًا أقلية كاثوليكية تتكون من طبقة التجار الإيطاليين الدلماسيين من راغوزا، والمهاجرين الألمان من المجر وترانسيلفانيا، وربما جميع السكان الألبان الأصليين.

### الأرثوذكسية الصربية
تم تسجيل وجود الأساقفة الصرب الأرثوذكس في ليبجان وبريزرن لأول مرة في القرن العاشر. في عام 1219، انفصلت الكنيسة الأرثوذكسية الصربية عن الكنيسة الأرثوذكسية اليونانية، وطُرد الأساقفة اليونانيون من كوسوفو. نُقل مقر الكنيسة الأرثوذكسية الصربية من زيتشا في صربيا الحالية إلى بيجا في كوسوفو الحالية في عام 1252، ما جعلها المركز الديني والثقافي للأرثوذكسية الصربية. في عام 1346، مُنح رئيس أساقفة بيجا لقب البطريرك.